# Alpha Sagittarii
Alpha Sagittarii (α Sagittarii, viết tắt thành Alpha Sgr, α Sgr), còn có tên khác là Rukbat, là một sao trong chòm sao Nhân Mã.

## Thuộc tính
Alpha Sagittarii là một ngôi sao lùn phân lớp B thuộc dãy chính. Nó không xuất hiện đặc biệt sáng trên bầu trời khi quan sát bằng mắt thường, với cấp sao biểu kiến +3.97. Tuy nhiên, điều này là do khoảng cách của nó; trong thực tế, ngôi sao có nhiệt độ cao gấp đôi nhiệt độ hiệu dụng của Mặt Trời và có khối lượng gần gấp ba lần, với độ sáng trong các bước sóng nhìn thấy cao hơn 117 lần so với Mặt Trời. Do có bức xạ hồng ngoại quá mức, nó có thể có một đĩa bụi vũ trụ, giống như sao Chức Nữ .
Đây là một hệ thống sao đôi quang phổ đơn. Khảo sát ROSAT All Sky đã khám phá ra rằng Alpha Sagittarii đang phát ra tia X cực đại, điều này không bình thường đối với một ngôi sao trong lớp quang phổ này. Giải thích có khả năng nhất là sao đồng hành là một ngôi sao thuộc dàn sao chính đang hoạt động hoặc có một ngôi sao vừa mới đạt đến dãy chính.